# Alexander Christian von Buttel
Alexander Christian von Buttel (* 25. Januar 1836 in Ovelgönne; † 23. Juli 1923 in Oldenburg (Oldb)) war ein deutscher Verwaltungsjurist und von 1896 bis 1908 Regierungspräsident des Fürstentums Lübeck.

## Leben
Buttel war der Sohn des Kanzleiassessors und späteren Ministerpräsidenten und Vorsitzenden des Staatsministeriums von Oldenburg Dietrich Christian von Buttel (1801–1878) und dessen zweiter Ehefrau Helene Catharina geb. von Thünen (1806–1878). Er besuchte das Gymnasium in Oldenburg und studierte von 1855 bis 1859 wie sein Vater Rechtswissenschaften in Heidelberg, Berlin und Göttingen. Anschließend trat er in den oldenburgischen Staatsdienst und wurde nach den üblichen Vorbereitungsstationen 1865 Auditor in Westerstede. Vier Jahre später wurde er als Hilfsarbeiter in das Departement der Finanzen versetzt und am 1. November 1875 zum Vortragenden Rat im Departement des Innern ernannt. 1887 wurde er zum Oberregierungsrat, 1896 zum Geheimen Oberregierungsrat befördert. Vom 1. Juli 1896 bis zum 1. November 1908 amtierte er als Regierungspräsident des Fürstentums Lübeck, einer zum Großherzogtum Oldenburg gehörenden Exklave in Holstein. Sein Amtssitz war zu dieser Zeit die Residenzstadt Eutin. Nach seiner Pensionierung lebte er in Oldenburg und war dort seit 1909 Mitglied des Literarisch-Geselligen Vereins.

## Familie
Buttel war verheiratet mit der aus Hamburg stammenden Marianne Caroline geb. Kentzler (5. September 1844 – 13. Januar 1919), der Ehe entstammten zwei Töchter und ein Sohn.

## Auszeichnungen
- Oldenburgischer Haus- und Verdienstorden des Herzogs Peter Friedrich Ludwig
  - 1886 Ritterkreuz II. Klasse
  - 1890 Ehren-Ritterkreuz 1. Klasse
  - 1897 Kapitular-Ritter
  - 1899 Ehren-Komturkreuz
- Königlicher Kronen-Orden
  - 1906 III. Klasse
  - 1908 II. Klasse mit dem Stern